# Baltimore (album)
Pour les articles homonymes, voir Baltimore (homonymie).
Albums de Nina Simone
The Great Show Live in Paris
(1974) Fodder on My Wings
(1982)
Baltimore est le quatorzième album studio de l'auteure-compositrice-interprète et pianiste américaine Nina Simone, sorti en janvier 1978 chez CTI Records. 
Baltimore est son premier et unique album publié sous son contrat avec CTI Records. La chanson éponyme a été écrite et enregistrée à l'origine par Randy Newman en 1977. 

## Historique
Nina Simone a signé avec CTI Records après que le producteur de jazz Creed Taylor l'a vue jouer en direct en 1977 à Drury Lane. Ensemble, ils ont enregistré "Baltimore", le premier album de Simone depuis It Is Finished de 1974.
En raison d'un manque de promotion et de l'insatisfaction de Simone à l'égard du disque, celui-ci est devenu un échec commercial : il n'a pas réussi à se classer dans les charts et a également reçu des critiques mitigées. 

## Liste des morceaux

### Face A
1. "Baltimore" (Randy Newman) – 4:37[3]
2. "Everything Must Change" (Benard Ighner) – 3:57
3. "The Family" (John Hurley, Ronnie Wilkins) – 4:57
4. "My Father" (Judy Collins) – 4:54

### Face B
1. "Music for Lovers" (Bart Howard) – 3:40
2. "Rich Girl"(Daryl Hall) – 3:11
3. "That's All I Want from You" (Fritz Rotter) – 2:53
4. "Forget" (Ralph Colucci, David Matthews) – 2:54
5. "Balm in Gilead" (Traditionnel) – 2:24
6. "If You Pray Right" (Traditionnel) – 3:17

## Musiciens
- Nina Simone – chant, piano
- Eric Gale – guitare[4]
- Gary King – basse
- Chuck Israels, Homer Mensch, John Beal - contrebasse
- Jimmy Madison – batterie
- Nicky Marrero – percussion
- Al Schackman – directeur musical, piano sur « Baltimore »
- Jerry Friedman – guitare sur « The Family » et « Rich Girl »
- Will Lee – basse sur « Rich Girl »
- Andy Newmark – batterie sur « Rich Girl »
- David Matthews – arrangements pour cordes, piano sur « The Family » et « Forget »
- Cordes

- Barry Finclair, Charles Libove, David Nadien, Harry Glickman, Harry Lookofsky, Herbert Sorkin, Marvin Morgenstern, Max Ellen, Richard Sortomme – violon
- Alfred Brown, Emanuel Vardi, LaMar Alsop – alto
- Alan Shulman, Charles McCracken, Jonathan Abramowitz – violoncelle

- Albertine Robinson, Babi Floyd, Deborah McDuffie, Frank Floyd, Jo Armstead, Maeretha Stewart, Milt Grayson, Ray Simpson – chœurs

## Production
- Creed Taylor – producteur, notes d'accompagnement
- David Palmer – ingénieur
- White Gate – photographie
- Sib Chalawick – design de l'album